# Варшево (Вармінсько-Мазурське воєводство)
Варшево (пол. Warszewo, нім. Judendorf) — село в Польщі, у гміні Млинари Ельблонзького повіту Вармінсько-Мазурського воєводства.
Населення — 53 особи (2011).
У 1975-1998 роках село належало до Ельблонзького воєводства.

## Демографія
Демографічна структура станом на 31 березня 2011 року:
|          | Загалом | Допрацездатний вік | Працездатний вік | Постпрацездатний вік |
| -------- | ------- | ------------------ | ---------------- | -------------------- |
| Чоловіки | 28      | 2                  | 20               | 6                    |
| Жінки    | 25      | 3                  | 14               | 8                    |
| Разом    | 53      | 5                  | 34               | 14                   |